# Nacida para amar
«Nacida para amar» fue la canción que representó a España en el Festival de la Canción de Eurovisión 1989. El tema fue interpretado por Nina en su debut como cantante, y fue compuesto por Juan Carlos Calderón, autor de otros temas como "Eres tú" de Mocedades (1973) o "La fiesta terminó" de Paloma San Basilio (1985).
La canción recibió 88 puntos, finalizando en sexta posición de 22 participantes.

## Historia

### Antecedentes y actuación
Tras seleccionar a La Década Prodigiosa para Eurovisión 1988, Televisión Española seleccionó a una artista desconocida hasta la fecha para representar a España en Eurovisión, que interpretaría un tema escrito por el compositor Juan Carlos Calderón. Antes de confirmarse la representación, algunos medios apuntaron como posibles representantes al grupo Olé-Olé, Amaia Saizar y Locomía entre otros artistas, aunque ninguno lo confirmó.
La finalmente elegida por votación interna fue Nina, una cantante y actriz catalana que había participado como azafata en Un, dos, tres..., y estaba apadrinada por Xavier Cugat.
Previamente a aparecer en televisión, Nina ya había actuado con distintas orquestas catalanas. La artista aceptó el encargo, y TVE anunció su elección a finales de marzo, en concreto, el día 30 de dicho mes. Semanas después, Juan Carlos Calderón presentó la canción "Nacida para amar", una balada romántica.
Antes de actuar en el festival, la prensa alabó la composición pero le dio pocas posibilidades de victoria. Algunos medios como ABC señalaron que el tema tenía «demasiada calidad para una competición festivalera», por lo que apuntaron a una lanzamiento tanto de la carrera de Nina como de Juan Carlos Calderón, en su caso a nivel internacional. En ese sentido, Calderón aseguró que «no buscamos el primer puesto, pero pensamos que gustará al público europeo».
En el Festival de la Canción de Eurovisión 1989 celebrado en Lausana (Suiza), Nina actuó en decimosexto lugar, tras Nathalie Pâque (Francia) y Fani Polymeri (Chipre). Aunque en las votaciones fue puntuada por la mitad de los participantes, recibió altas puntuaciones de la mayoría de jurados que votaron la canción. De este modo, "Nacida para amar" recibió como máxima puntuación 10 puntos de cuatro países: Luxemburgo, Suiza, Grecia y Alemania. El tema terminó sexto con 88 puntos.

### Consecuencias
La actuación de Nina en Eurovisión y su posición fue aplaudida por la mayoría de medios de comunicación que trataron el festival, y tras su papel pudo lanzar su primer disco, Una mujer como yo. Sin embargo, su carrera como solista no tuvo éxito y la artista se marchó a Barcelona, donde participó como actriz en producciones de Televisió de Catalunya como Pedralbes Centre y Nissaga de poder. Posteriormente, participó en la primera edición de Operación Triunfo (TVE1) como directora de la academia, y actuó como protagonista en el musical Mamma Mia!.
Por su parte, Juan Carlos Calderón continuó con su carrera profesional. Tras Eurovisión, Calderón compuso para el artista mexicano Luis Miguel algunos de sus temas más populares, como "La incondicional", y la mayoría de canciones del disco 20 años (1990). El tema "Amante del amor", que figura en ese trabajo, es una variación de "Nacida para amar", donde sobre la misma base se compuso una letra distinta.
El éxito de "Nacida para amar" en Eurovisión sirvió para que Televisión Española eligiera como representantes, en años posteriores, artistas poco conocidos y que tras su paso por el festival tuvieron una buena proyección comercial, como Azúcar Moreno (1990), Sergio Dalma (1991) y Serafín Zubiri (1992).